# داسيا 1300
داسيا 1300دخلت سيارة داسيا 1300 في مجال التصنيع عام 1969 بمساعدة من شركة رينو والتي تشبة سيارة رينو 12 وتعتبر داسيا 1300 سيارة قوية واقتصادية.
السيارة تتكون من 4 أبواب وتتسع لخمسة أشخاص، ويبلغ سعة المحرك 1289 سم مكعب، و 54 حصان، والسرعة القصوى تبلغ 144 كم / س، ومعدل الأستهلاك 9.4 لتر / 100 كم.